# Angelo Donati (banchiere)
Angelo Donati (Modena, 30 giugno 1847 – Milano, 8 febbraio 1897) è stato un banchiere e patriota italiano.

## Biografia
Angelo Donati nacque da una famiglia numerosa della Comunità Ebraica di Modena: aveva sette fratelli ed il padre Lazzaro era morto quando aveva cinque anni. Il fratello maggiore Salvatore subentrò all'attività di commercio di pelli del padre e del nonno Mandolino, sostenendo la famiglia insieme alla madre Rosina Donati Formiggini.
Angelo Donati partecipò alla terza guerra di indipendenza nel Corpo Volontari Italiani comandato da Giuseppe Garibaldi inquadrato nel 7º Reggimento, 3º Battaglione, 17ª Compagnia del tenente colonnello Luigi La Porta  e combatté nell'assedio del Forte d'Ampola e nella battaglia di Bezzecca, tutto all'età di 19 anni.
Portò a Bezzecca una bandiera ricamata  a colori rosso, bianco e verde  dalla moglie del fratello Lazzaro Donati, Enrica Reinach, sorella del fondatore della Oleoblitz Ernesto Reinach.

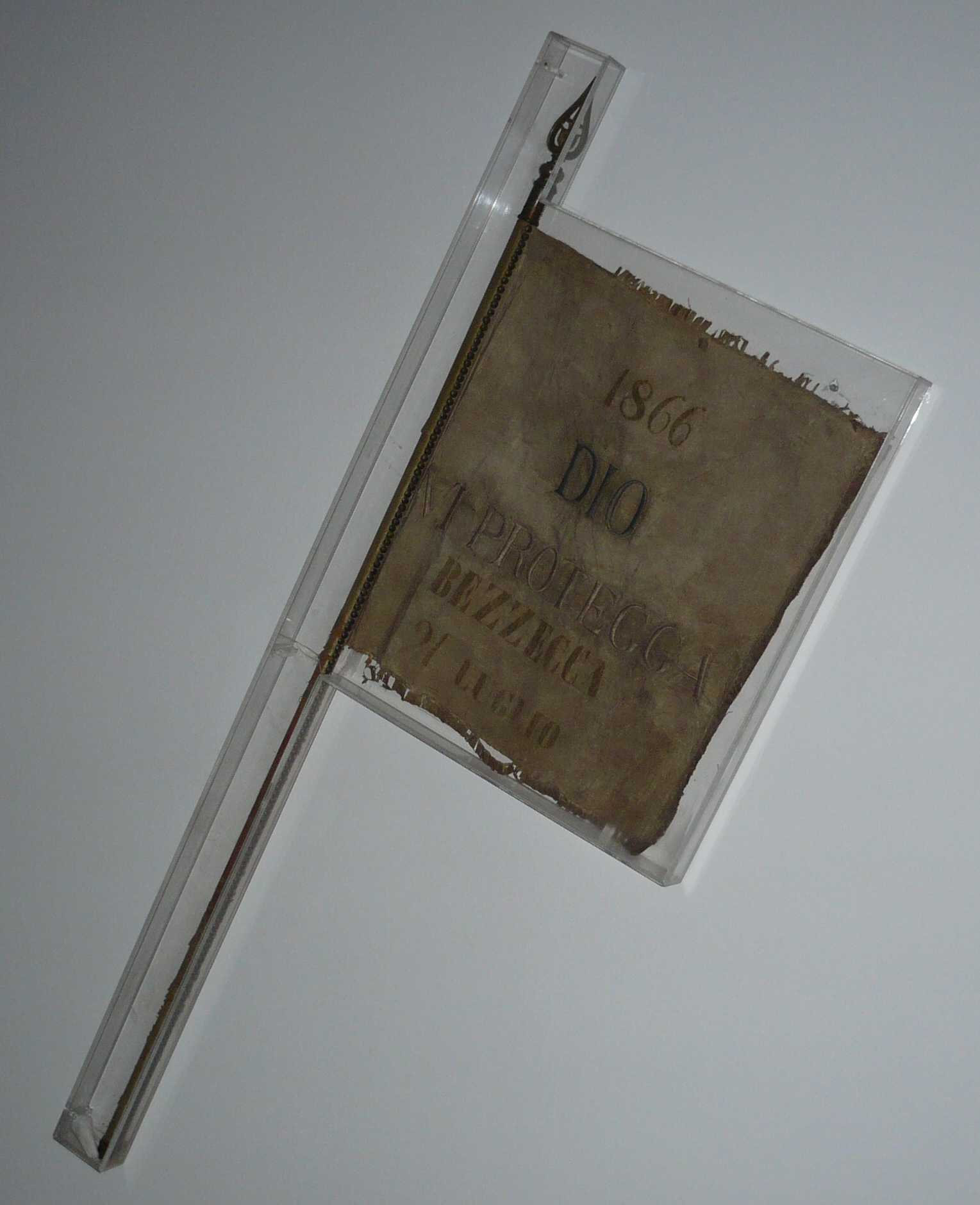
Bandiera portata a Bezzecca da Angelo Donati

Nel 1869 si trasferì a Milano con il fratello Lazzaro Donati e fondò con i fratelli Moise Jarach e Alberto Jarach la Banca Donati Jarach.
La banca ebbe sede per tutti i trent'anni di attività in via Santa Margherita 5, presso Piazza della Scala, dove avevano il loro ufficio gran parte dei cambiavalute di Milano. Nel 1881 il capitale sociale era di 400 000 lire, pari a 1 milione di euro attuali e Angelo ne possedeva il 20%.
La banca superò con successo il difficile biennio 1873-74 e la crisi bancaria del 1893 diversificando i rischi. Nel 1899, dopo la morte di Angelo nel 1897, Gustavo e Alberto Weill-Schott, titolari dell'omonima banca, decisero di incorporare la società Donati Jarach nella loro nuova Società Bancaria Milanese, alleandosi con un gruppo di banchieri e industriali milanesi e acquistarono la banca dai tre soci rimanenti.
Ebbe il titolo di Cavaliere.